# Подземные переходы (Ростов-на-Дону)
Подземные переходы Ростова-на-Дону — пешеходные переходы, которые строились в городе в период с конца 1960-х годов до начала 1980-х годов. Строительные работы проводились организацией «Мостотряд № 10», работники которой за небольшой промежуток времени смогли построить главные подземные переходы Ростова-на-Дону, которыми горожане пользуются и в XXI веке для безопасного перемещения по городу. Для украшения стен переходов были созданы мозаичные панно, которые известны как одна из достопримечательностей города. Один из пяти центральных подземных переходов Ростова-на-Дону признан объектом культурного наследия, ведется сбор данных для придания такого статуса другим переходам.

## История

### XX век
Большая часть существующих ныне подземных переходов в Ростове-на-Дону была построена организацией «Мостотряд № 10», начальником которой был Георгий Иванович Былло. Начальником участка строительной организации выступал Александр Гаврилович Егоров.
Организация в основном занималась строительством мостов на Кавказе и на трассе М-4, строительству подземных переходов уделялось намного меньше времени. Проект был начат в период конца 1960-х годов — в начале 1970-х годов. Первый подземный переход строился с 1969 по 1970 год вблизи здания Северо-Кавказской железной дороги на Театральной площади.
Чуть позже, Георгий Иванович Былло проявил инициативу по постройке второго подземного перехода, которая нашла одобрение у городских властей. Так началось строительство второго подземного перехода, который сейчас располагается на перекрестке Большой Садовой улицы и Кировского проспекта. Георгий Былло также предложил украсить стены переходов мозаикой. После этого началось строительство подземных переходов в Ленинском районе.
С 1972 по 1973 год было построено два подземных перехода. Один располагается по проспекту Будённовскому и улице Московской, второй — по проспекту Будённовскому и улице Большой Садовой (ранее - Энгельса). Предполагалось, что подземный переход будет построен вблизи современного Центрального рынка. Но строительство откладывалась из-за разных непредвиденных обстоятельств. Поэтому было начато строительство другого объекта — перехода по проспекту Будённовскому — улице Большой Садовой (в те годы - Энгельса).
По улице Большой Садовой, которая в то время носила название улицы Энгельса, около Центрального универмага транспортное движение было достаточно сложным в связи с большим количеством пешеходов. Для разгрузки маршрута было необходимо строительство подземного туннеля. Одновременно с этим, организация «Мостотряда» занялась благоустройством территории сквера вблизи консерватории — там был создан фонтан с бронзовой женщиной. Новые подземные переходы было решено оформить при помощи художественных элементов. Из-за финансовых нюансов строители решили обойтись без привлечения членов Союза художников, а воспользоваться услугами мастера-мозаичника Юрия Пальшинцева. Он и целая бригада плиточников стали работать для оформления переходов.
Курировал строительство подземных переходов в Ростове-на-Дону заместитель Георгия Былло — Виктор Степанович Зурабянцев. Им было найдено решение — использовать керамическую плитку для оформления стен в переходах города. В одном из них, который находится по проспекту Буденновскому — улице Большой Садовой, пол был создан с перепадом. Так получилось из-за того, что во время рытья котлована был найден деревянный дубовый водовод. Осмотревшие конструкцию историки пришли к выводу, что он относится ко времени основания Ростова-на-Дону. Водовод было решено сохранить под землей в первоначальном виде, что сказалось на оформлении пола.
В 1978 году было проведено строительство большого перехода по Проспекту Ворошиловскому — улице Большой Садовой. Состоялось строительство переходов на площади Ленина и Народного ополчения. Последним был построен подземный переход на площади Карла Маркса в 1983—1984 годах. После этого проведение строительных работ для создания подземных переходов в Ростове-на-Дону прекратилось.

### XXI век
В 2014 году был открыт подземный переход на проспекте Нагибина у ТРЦ Горизонт. 
В 2015 году на Октябрьской площади  (проспект Шолохова) открыт подземный переход, соединивший пригородный автовокзал и центральный вход парка культуры и отдыха имени Николая Островского. На строительство этого подземного пешеходного перехода было выделено 68 миллионов рублей из городского бюджета. Ширина перехода составляет 4 метра, высота — 2,3 метра, а длина — 27 метров. Есть двухсторонние лестничные сходы. Строительство велось с учетом подогрева пола. Также строители позаботились о художественном оформлении подземного перехода. На стенах разместили фотографии времен Великой Отечественной войны, которые были адаптированы под керамогранитную плитку. Тематика оформления выбиралась горожанами.
В  2015 - 2016 гг. проведён капитальный ремонт переходов по проспекту Ворошиловскому и улице Большой Садовой, а также на пересечении Большой Садовой улицы и Нахичеванского переулка, Большой Садовой улицы и Кировского проспекта.
Переход, который располагается по проспекту Будённовского и по улице Московской был признан объектом культурного наследия.

## Процесс строительства
С технологической точки зрения строительство таких подземных переходов не составляет особой сложности. Необходимо вырыть котлован открытым способом так, чтобы он размещался на одной половине проезжей части. Далее происходит установка образных железобетонных конструкций. Устанавливается плита перекрытия и гидроизоляция. По такому же принципу происходит строительство другой части автодороги. Строительство подземных переходов в Ростове-на-Дону предусматривало установку реверсивных светофоров, движение транспорта происходило по суженной проезжей части. Основная часть строительства перехода занимала 6 месяцев, потом выполнялись отделочные работы.

## Перечень подземных переходов города
1. Ул. Московская/пр. Будённовский (Центральный рынок)
2. Большая Садовая ул./пр. Будённовский
3. Большая Садовая ул./пр. Ворошиловский (площадь Советов, РИНХ)
4. Большая Садовая ул./Университетский пер.
5. Большая Садовая ул./Кировский пр.
6. Большая Садовая ул./Нахичеванский пер.
7. Большая Садовая ул./Театральный пр.
8. Театральная пл. (здание управления СКЖД, парк Революции)
9. пл. Карла Маркса/20-линия
10. пр. Шолохова/Октябрьская пл. (Пригородный автовокзал)
11. пр. Шолохова (старый аэропорт)
12. пр. Ворошиловский/ул. Седова
13. пр. Ворошиловский/ ул. Донская
14. ул. Левобережная (стадион «Ростов-Арена»)
15. пр. М. Нагибина (ТРЦ «Горизонт»)
16. пр. Ленина/пр. М. Нагибина (южный)
17. пр. Ленина/пр. М. Нагибина (северный)
18. пр. Ленина/ул. Шеболдаева (РГУПС)
19. пр. Театральный (пл. Химиков)
20. ул. Нансена (через ж.д. линию в районе Зоологического сада)
21. ул. Менжинского (административный корпус Ростсельмаш)
22. ул. Менжинского (главная проходная РСМ)
23. пр. Шолохова/пер. Кривошлыковский (строящийся)

## Перспектива строительства подземных переходов
В городе планируется строительство новых подземных пешеходных переходов на основных транспортных магистралях, где наиболее интенсивное движение как автотранспорта, так и пешеходов.
Предусматривается строительство подземных переходов на следующих пересечениях основных магистралей Ростова-на-Дону:
- улица Красноармейская/ переулок Доломановский (Ленинский район)
- улица Красноармейская/Будённовский проспект (Ленинский район)
- проспект М. Нагибина/улица Герасименко (Ворошиловский район)
- проспект М. Нагибина/улица Турмалиновская (Ворошиловский район)
- проспект Космонавтов/улица Волкова (Ворошиловский район)
- проспект Стачки/улица Зорге (Советский район)
- проспект Стачки/улица Бабушкина (Железнодорожный район)
- улица Штахановского/Лестница (Первомайский район).

## Галерея

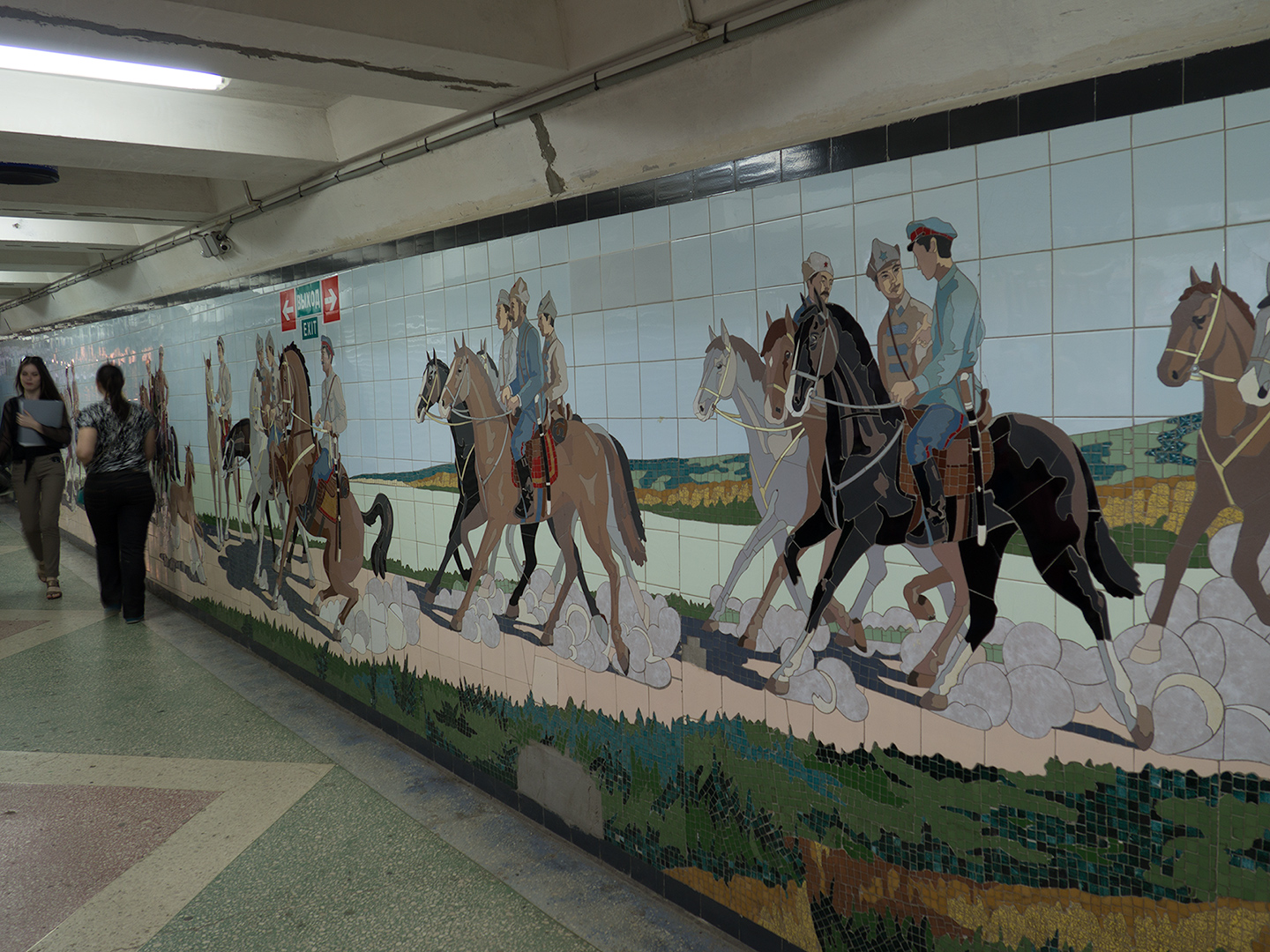
мозаика в переходе Будённовский/Московская
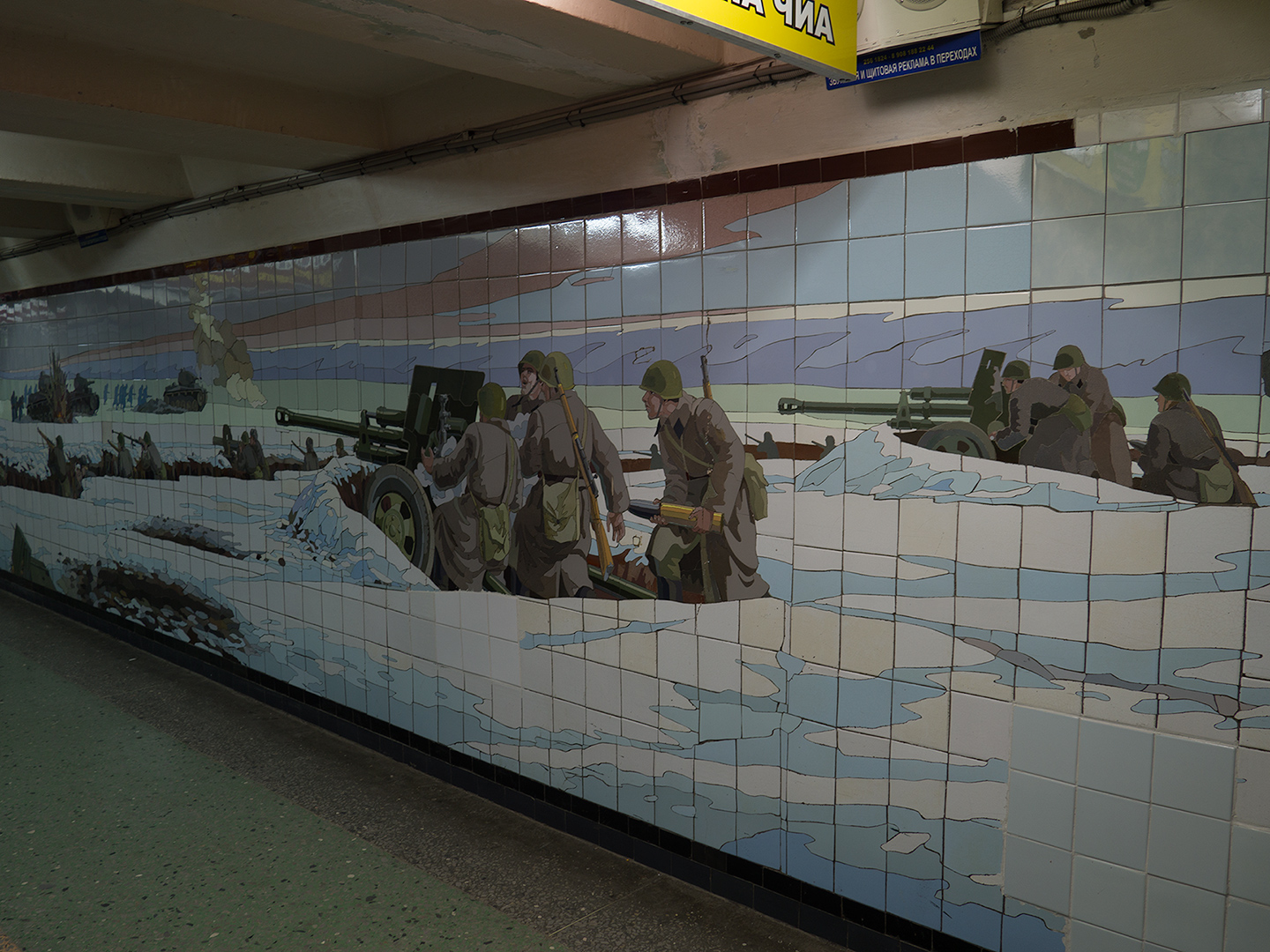
переход Б.Садовая/Будённовский
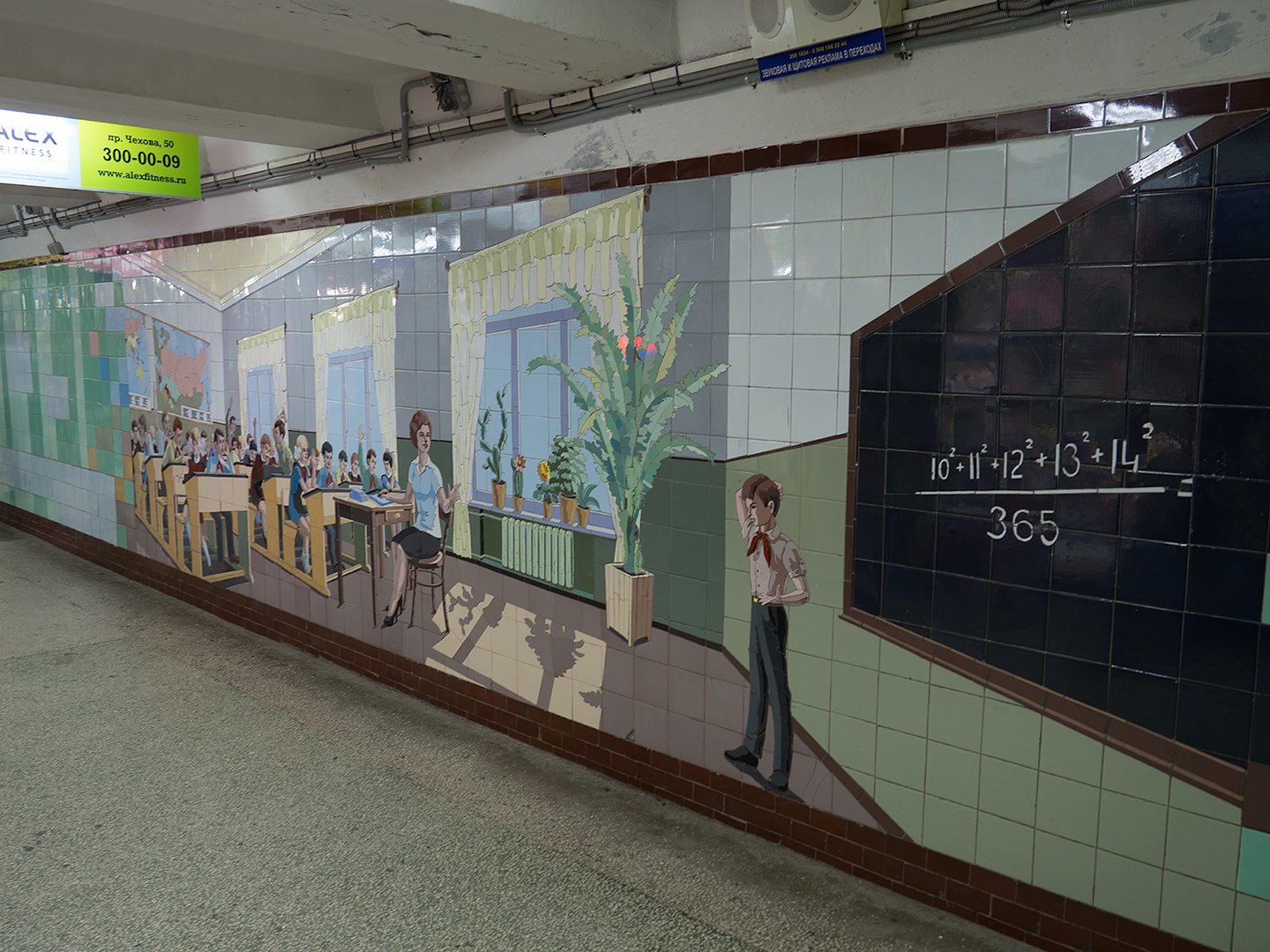
переход Б.Садовая/Ворошиловский
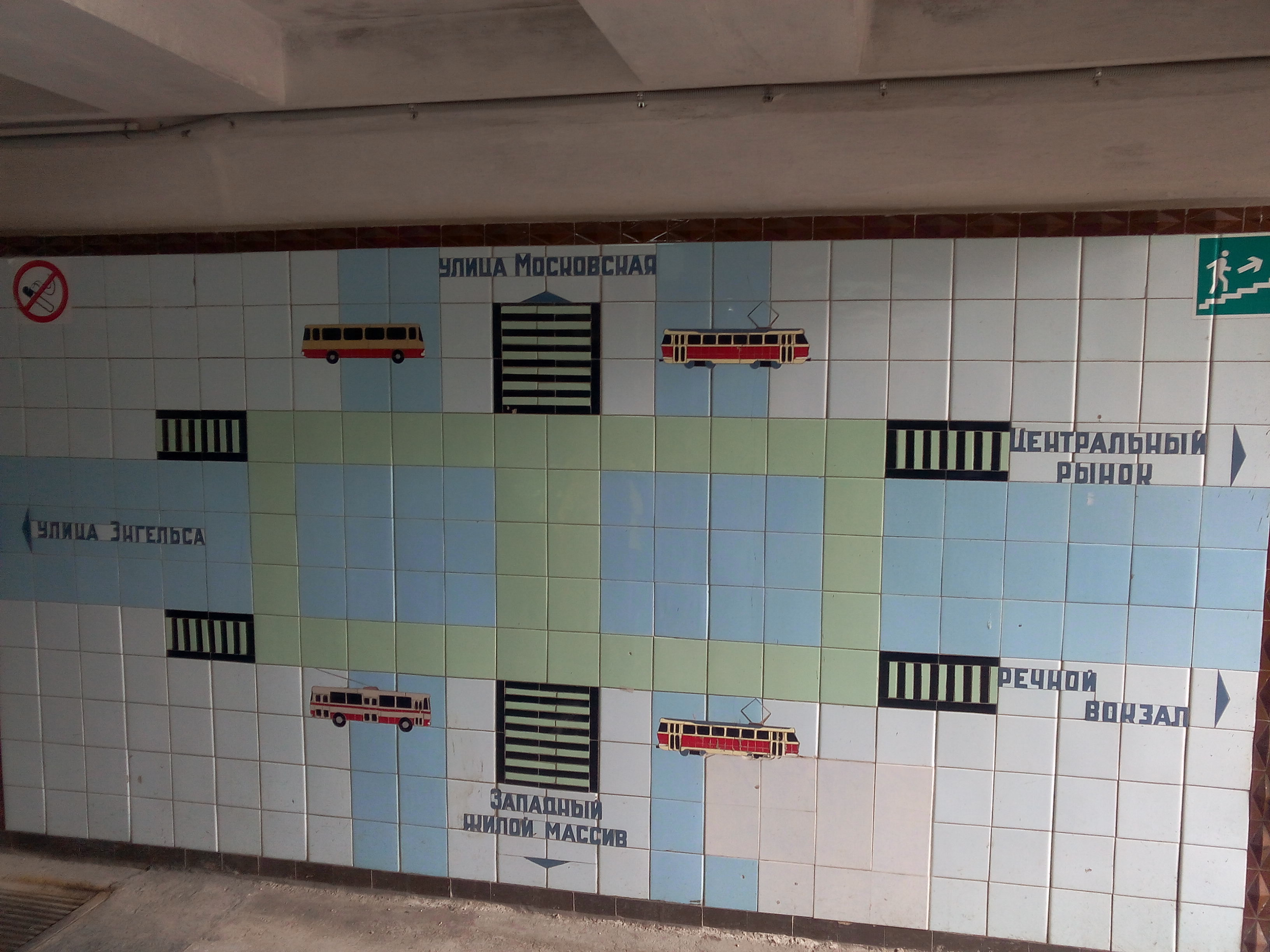
переход Будённовский/Московская